# هال غرينلاند
هال غرينلاند (بالإنجليزية: Hall Greenland)‏ هو صحفي أسترالي، ولد في 1944.